# Ruabon (Regno Unito)
Ruabon (in gallese: Rhiwabon) è una cittadina di circa 3.300 abitanti del Galles nord-orientale, facente parte del distretto unitario di Wrexham (contea cerimoniale: Clwyd).

## Etimologia
Il toponimo gallese Rhiwabon (da cui Ruabon) è formato dal termine rhiw, ovvero "collina", e dal termine abon, forse una corruzione del nome di un santo, Mabon, e quindi significherebbe letteralmente "collina di Mabon".

## Geografia fisica

### Collocazione
Ruabon si trova tra Wrexham e Llangollen, rispettivamente a sud della prima e ad est della seconda.

## Società

### Evoluzione demografica
Al censimento del 2011, Ruabon contava una popolazione pari a 3.357 abitanti. Nel 2001 ne contava invece 3.057, mentre nel 1991 ne contava 2.828

## Storia
Agli inizi del XIX secolo fiorì a Ruabon l'industria della terracotta, grazie alla gran quantità di argilla di ottima qualità estratta nei dintorni.